# Дёрсбах
Дёрсбах (нем. Dörsbach) — река в Германии, протекает по земле Рейнланд-Пфальц и Гессен. Левый приток реки Лан.
Дёрсбах берёт начало в гессенской коммуне Хайденрод. Течёт на север по территории Рейнланд-Пфальца. У коммуны Клингельбах поворачивает на запад. Впадает в Лан около монастыря Арнштайн.
Площадь бассейна реки составляет 113,965 км². Общая длина реки 32 км. Высота истока составляет 472 м, высота устья — 91 м.
Речной индекс 25892.